# Toradżowie
Toradżowie (Toradża, Toraja, toradża: Toraa lub Toraya, indonez. Toraja) – grupa etniczna zamieszkująca środkową część indonezyjskiej wyspy Celebes, w latach 90. XX wieku ich liczebność wynosiła ok. 1,5 miliona. Posługują się językami toradża z rodziny austronezyjskiej. Ich tradycyjną religią były wierzenia animistyczne, współcześnie Toradżowie wyznają jednak w większości protestantyzm. Podstawą gospodarki jest uprawa ryżu, rybołówstwo i myślistwo. Wyroby rzemieślnicze oraz domy Toradżów cechuje bogactwo zdobień geometrycznych.